# Machteld van Gelre
Machteld van Gelre en Zutphen († 28 oktober, 1247 of later), ook Mechteld of Mechtild(is) genoemd, was een gravin uit het Huis Wassenberg en door huwelijk gravin van Nassau. Ze is een directe voorouder van zowel de koningen van Nederland als de groothertogen van Luxemburg.

## Biografie

### Afkomst

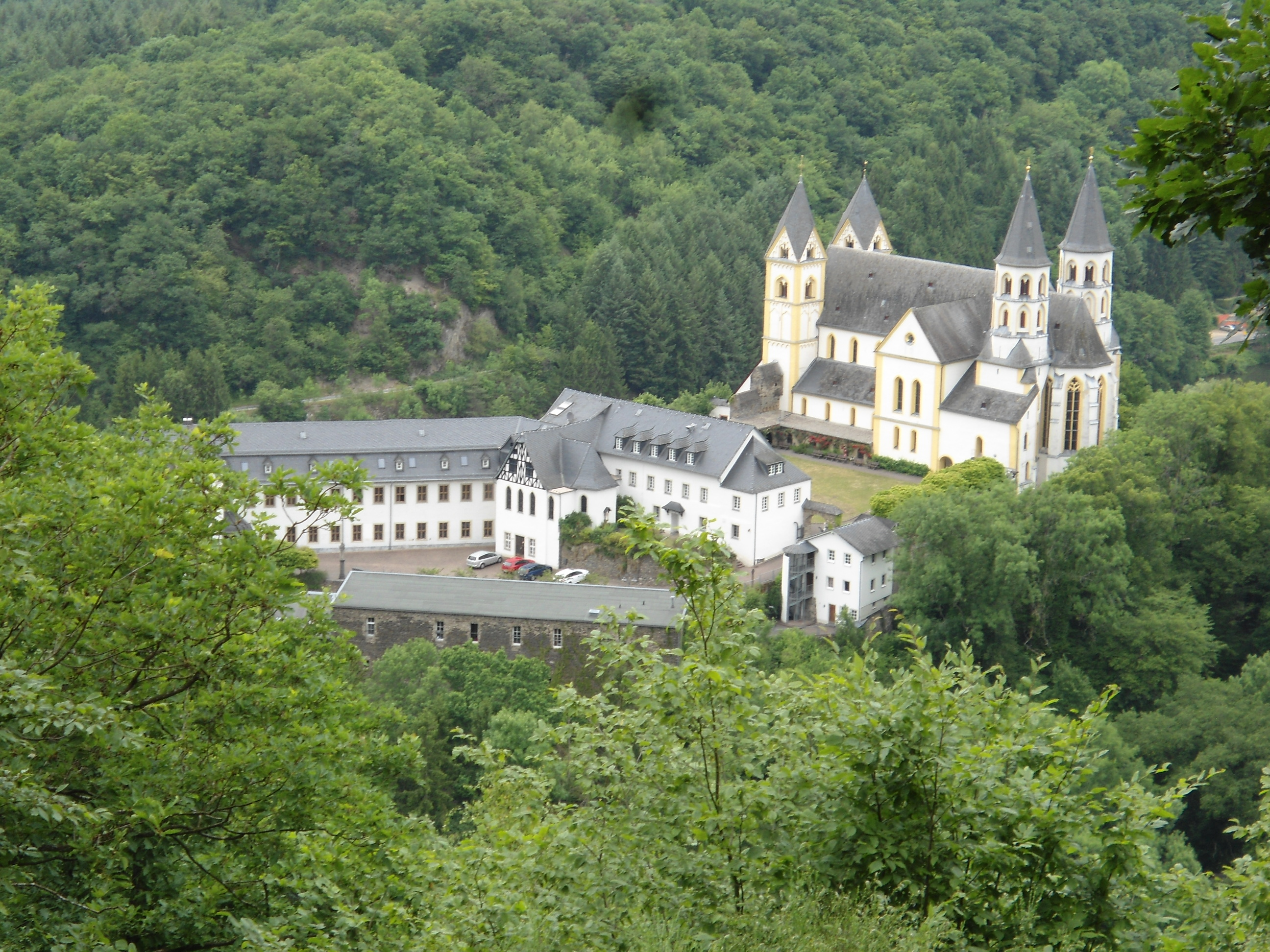
Klooster Arnstein

Machteld was de jongste dochter van graaf Otto I van Gelre en Zutphen en Richardis van Beieren, een dochter van hertog Otto I van Beieren en Agnes van Loon.
| Voorouders van Machteld van Gelre en Zutphen | Voorouders van Machteld van Gelre en Zutphen                                               | Voorouders van Machteld van Gelre en Zutphen                                               | Voorouders van Machteld van Gelre en Zutphen                                               | Voorouders van Machteld van Gelre en Zutphen                                               | Voorouders van Machteld van Gelre en Zutphen                                   | Voorouders van Machteld van Gelre en Zutphen                                   | Voorouders van Machteld van Gelre en Zutphen                                   | Voorouders van Machteld van Gelre en Zutphen                                   |
| -------------------------------------------- | ------------------------------------------------------------------------------------------ | ------------------------------------------------------------------------------------------ | ------------------------------------------------------------------------------------------ | ------------------------------------------------------------------------------------------ | ------------------------------------------------------------------------------ | ------------------------------------------------------------------------------ | ------------------------------------------------------------------------------ | ------------------------------------------------------------------------------ |
| Betovergrootouders                           | Gerhard I ‘de Lange’ van Gelre (?–1129/31) ⚭ ? (?–?)                                       | Otto II ‘de Rijke’ van Zutphen (?–1113) ⚭ Judith (?–ca. 1118)                              | Lodewijk I van Arnstein ? (?–?) ⚭ ? (?–?)                                                  | ? (?–?) ⚭ ? (?–?)                                                                          | Otto III van Wittelsbach (?–ca. 1123) ⚭ Kunigunde ? (?–?)                      | Frederik van Pettendorf (?–1119) ⚭ Heilbirg (?–na 11110)                       | Arnold II van Loon (?–na 1125) ⚭ Adelheid (?–?)                                | Folmar VIII van Metz (?–1145) ⚭ Mechtild (?–1135/57)                           |
| Overgrootouders                              | Gerhard II van Gelre (?–1131) ⚭ 1115/17 Ermgard van Zutphen (?–na 1134)                    | Gerhard II van Gelre (?–1131) ⚭ 1115/17 Ermgard van Zutphen (?–na 1134)                    | Lodewijk II van Arnstein (?–?) ⚭ Udilhildis (?–na 1139)                                    | Lodewijk II van Arnstein (?–?) ⚭ Udilhildis (?–na 1139)                                    | Otto IV van Wittelsbach (?–1156) ⚭ Heilika van Pettendorf (?–1170)             | Otto IV van Wittelsbach (?–1156) ⚭ Heilika van Pettendorf (?–1170)             | Lodewijk I van Loon (1125/30–1171) ⚭ Agnes van Metz (?–vóór 1180)              | Lodewijk I van Loon (1125/30–1171) ⚭ Agnes van Metz (?–vóór 1180)              |
| Grootouders                                  | Hendrik I van Gelre en Zutphen (ca. 1117–1182) ⚭ ca. 1135 Agnes van Arnstein (?–vóór 1179) | Hendrik I van Gelre en Zutphen (ca. 1117–1182) ⚭ ca. 1135 Agnes van Arnstein (?–vóór 1179) | Hendrik I van Gelre en Zutphen (ca. 1117–1182) ⚭ ca. 1135 Agnes van Arnstein (?–vóór 1179) | Hendrik I van Gelre en Zutphen (ca. 1117–1182) ⚭ ca. 1135 Agnes van Arnstein (?–vóór 1179) | Otto I van Beieren (?–1183) ⚭ ca. 1157 Agnes van Loon (?–1191)                 | Otto I van Beieren (?–1183) ⚭ ca. 1157 Agnes van Loon (?–1191)                 | Otto I van Beieren (?–1183) ⚭ ca. 1157 Agnes van Loon (?–1191)                 | Otto I van Beieren (?–1183) ⚭ ca. 1157 Agnes van Loon (?–1191)                 |
| Ouders                                       | Otto I van Gelre en Zutphen (?–1207) ⚭ ca. 1185 Richardis van Beieren (?–1231)             | Otto I van Gelre en Zutphen (?–1207) ⚭ ca. 1185 Richardis van Beieren (?–1231)             | Otto I van Gelre en Zutphen (?–1207) ⚭ ca. 1185 Richardis van Beieren (?–1231)             | Otto I van Gelre en Zutphen (?–1207) ⚭ ca. 1185 Richardis van Beieren (?–1231)             | Otto I van Gelre en Zutphen (?–1207) ⚭ ca. 1185 Richardis van Beieren (?–1231) | Otto I van Gelre en Zutphen (?–1207) ⚭ ca. 1185 Richardis van Beieren (?–1231) | Otto I van Gelre en Zutphen (?–1207) ⚭ ca. 1185 Richardis van Beieren (?–1231) | Otto I van Gelre en Zutphen (?–1207) ⚭ ca. 1185 Richardis van Beieren (?–1231) |

### Huwelijk en kinderen
Machteld huwde vóór 11 december 1215 met graaf Hendrik II ‘de Rijke’ van Nassau (ca. 1180 – 26 april 1247/48/49/50, vóór 25 januari 1251).

Uit dit huwelijk werden geboren:
1. Rupert († 19 september vóór 1247[2][3][5]), werd door de aartsbisschop van Trier beleend met allodiaal goed in Diez en Ober-Lahnstein,[6][noot 5] was ridder van de Duitse Orde.[3]
2. Walram II (ca. 1220 – 24 januari 1276), volgde zijn vader op, is de stamvader van de Walramse Linie van het Huis Nassau.
3. Otto I († tussen 3 mei 1289 en 19 maart 1290), volgde zijn vader op, is de stamvader van de Ottoonse Linie van het Huis Nassau.
4. Hendrik († 28 mei na 1247[2]), was monnik in Klooster Arnstein.[2][3][5]
5. Elisabeth (ca. 1225 – na 6 januari 1295), huwde met heer Gerhard III van Eppstein († 1252).[2]
6. Gerhard († tussen 7 april 1312 en 20 september 1314), was geestelijke.[7]
7. Jan († Deventer, 13 juli 1309), was elect van het Sticht Utrecht.[2][3]
8. Catharina († 27 april 1324), werd in 1249 abdis van Klooster Altenberg bij Wetzlar.[3][6]
9. Jutta († 1313), huwde omstreeks 1260 met heer Jan I van Cuijk († 13 juli 1308).[2]
10. ? Irmgard († 1 augustus 1297), was abdis van Val-Benoît.[2]

### Vermelding in oorkonden
Machteld wordt onder andere vermeld in de volgende oorkonden:
- Een oorkonde gedateerd 11 december 1215 waarin ‘Heinricus et Roppertus comites de Nassovva’ bezittingen kochten van de Dom van Mainz met de toestemming van ‘uxorum nostrarum Methildis et Gertrudis’.
- Een oorkonde gedateerd 9 juni 1239 waarin ‘Heinricus … comes de Nassowe … collateralis nostra … Methildis’ de afhankelijkheid bevestigden van de ‘ecclesie in Nepphe’ aan Klooster Arnstein.
- Een oorkonde gedateerd 20 juli 1245 waarin ‘Henricus comes de Nassowe et Methildis comitissa uxor eiusdem, Walramus primogenitus, ceterique liberi eorundem’ tolgelden van een brug aan Klooster Altenberg schonken.
- Een oorkonde uit 1247 waarin ‘Heinricus comes de Nassowe et Mectildis comitissa … ecclesiam in Inferi[ori] Diffenbach’ aan Klooster Arnstein schonken, waarbij ‘filiorum nostrorum Walerami, Ottonis, Henrici, Gerardi, Johannis’ als getuigen optraden.

### Overlijden
De necrologie van Klooster Arnstein registreerde het overleden van ‘Mecktildis comitisse de Nassauw sororis nostre’ op 28 oktober. Ze wordt nog vermeld in een oorkonde uit 1247, ze is dus overleden op 28 oktober in 1247 of een later jaar.